# Episodi di The Philco Television Playhouse (ottava stagione)
L'ottava stagione della serie televisiva The Philco Television Playhouse è stata trasmessa in anteprima negli Stati Uniti d'America dalla NBC tra il 4 settembre 1955 e il 12 febbraio 1956.
| nº | Titolo originale       | Titolo italiano | Prima TV USA      | Prima TV Italia |
| -- | ---------------------- | --------------- | ----------------- | --------------- |
| 1  | The Miss America Story |                 | 4 settembre 1955  |                 |
| 2  | The Outsiders          |                 | 18 settembre 1955 |                 |
| 3  | A Man Is Ten Feet Tall |                 | 2 ottobre 1955    |                 |
| 4  | A Business Proposition |                 | 23 ottobre 1955   |                 |
| 5  | The Mechanical Heart   |                 | 6 novembre 1955   |                 |
| 6  | One Mummy Too Many     |                 | 20 novembre 1955  |                 |
| 7  | The Trees              |                 | 4 dicembre 1955   |                 |
| 8  | Christmas 'til Closing |                 | 18 dicembre 1955  |                 |
| 9  | Rise Up and Walk       |                 | 1º gennaio 1956   |                 |
| 10 | This Land Is Mine      |                 | 15 gennaio 1956   |                 |
| 11 | The Starlet            |                 | 29 gennaio 1956   |                 |
| 12 | Kyria Katina           |                 | 12 febbraio 1956  |                 |